# Braak (tijdschrift)
Braak (1950 - 1951), het maandelijks cahier voor proza, poëzie en critiek, was een literair tijdschrift.
Braak was samen met het tijdschrift Blurb een belangrijke aanzet tot de doorbraak van de Vijftigers. De redactie bestond uit Remco Campert en Rudy Kousbroek, vanaf het derde nummer werd de redactie uitgebreid met Lucebert en Bert Schierbeek. Er verschenen in het tijdschrift onder meer voorpublicaties van Schierbeeks Het boek ik. Belangrijke medewerkers van het blad waren: Hans Andreus, Jan Elburg, Gerrit Kouwenaar en Simon Vinkenoog.
De mensen van Braak zetten zich af tegen poëzie die al te zeer was beïnvloed door Menno ter Braak. Men verwierp het rationalisme van Forum. Men ging zich op een heel andere traditie beroepen: namelijk de Vlaamse literaire traditie. Zo vereerde men de middeleeuwse mystica Hadewijch. De mystiek paste zeer goed in hun eenheidsstreven (dit was volgens hen met de ratio niet mogelijk).  

## Secundaire literatuur
- Fokkema, R.L.K., Het komplot der Vijftigers, Amsterdam, De Bezige Bij, 1979
- Hans Renders, Braak. Een kleine mooie revolutie tussen Cobra en Atonaal. Met een facsimile-uitgave van het tijdschrift, Amsterdam, De Bezige Bij, 2000